# 제66회 프라임타임 에미상
제66회 프라임타임 에미상은 2014년 8월 25일에 열린 시상식이다.

## 수상 및 후보

### 특별공로상
- 로빈 윌리엄스 수상

### TV 드라마-남우주연상
- 브레이킹 배드 - 브라이언 크랜스톤 수상
- 하우스 오브 카드 시즌2 - 케빈 스페이시
- 매드맨 7 - 존 햄
- 뉴스룸 시즌2 - 제프 다니엘스
- 트루 디텍티브 - 우디 해럴슨
- 트루 디텍티브 - 매튜 맥커너히
- 매드맨 7 - AMC

### TV 드라마-여우주연상
- 굿 와이프 6 - 줄리아나 마굴리스 수상
- 다운튼 애비 시즌4 - 미셀 도커리
- 홈랜드 시즌4 - 클레어 데인즈
- 하우스 오브 카드 시즌2 - 로빈 라이트
- 마스터즈 오브 섹스 - 리지 캐플란
- 스캔들 3 - 케리 워싱턴

### TV 코미디-남우주연상
- 빅 뱅 이론 7 - 짐 파슨스 수상
- Derek - 릭키 제바이스
- 에피소드 시즌2 - 맷 르블랑
- 하우스 오브 라이즈 시즌4 - 돈 치들
- 루이 4 - 루이스 C.K.
- 쉐임리스 시즌3 - 윌리암 H. 머시

### TV 코미디-여우주연상
- VEEP 2 : 정치의 신 - 줄리아 루이스 드레이퍼스 수상
- 걸스 시즌3 - 레나 던햄
- 마이크 앤 몰리 시즌5 - 멜리사 맥카시
- 너스 재키 시즌5 - 에디 팔코
- 오렌지 이즈 더 뉴 블랙 - 테일러 쉴링
- 팍스 앤 레크리에이션 시즌6 - 에이미 포엘러

### TV 미니시리즈,영화-남우주연상
- 셜록 시즌3 - 베네딕트 컴버배치 수상
- Dancing On The Edge - 치웨텔 에지오포
- 파고 - 마틴 프리먼
- 파고 - 빌리 밥 손튼
- 루터 3 - 이드리스 엘바
- 더 노멀 하트 - 마크 러팔로

### TV 미니시리즈,영화-여우주연상
- 아메리칸 호러 스토리 시즌3 - 제시카 랭 수상
- 아메리칸 호러 스토리 시즌3 - 사라 폴슨
- 버튼 앤 테일러 - 헬레나 본햄 카터
- 리턴 투 제로 - 미니 드라이버
- The Spoils Of Babylon - 크리스틴 위그
- The Trip To Bountiful - 시셀리 타이슨

### TV 드라마-남우조연상
- 브레이킹 배드 시즌5 - 아론 폴 수상
- 다운튼 애비 시즌4 - 짐 카터
- 왕좌의 게임 4 - 피터 딘클리지
- 홈랜드 시즌4 - 맨디 파틴킨
- 레이 도노반 시즌2 - 존 보이트
- 굿 와이프 5 - 조쉬 찰스

### TV 드라마-여우조연상
- 브레이킹 배드 시즌5 - 안나 건 수상
- 다운튼 애비 시즌4 - 매기 스미스
- 다운튼 애비 시즌4 - 조앤 프로갯
- 왕좌의 게임 4 - 레나 헤디
- 매드맨 7 - 크리스티나 헨드릭스
- 굿 와이프 6 - 크리스틴 바란스키

### TV 드라마-게스트 남자 배우상
- 스캔들 3 - 조 모튼 수상
- 다운튼 애비 시즌4 - 폴 지아마티
- 하우스 오브 카드 시즌2 - 레그 E. 캐시
- 매드 맨 6 - 로버트 모스
- 마스터즈 오브 섹스 - 보 브리지스
- 굿 와이프 6 - 딜란 베이커

### TV 드라마-게스트 여자 배우상
- 마스터즈 오브 섹스 - 앨리슨 제니 수상
- 왕좌의 게임 4 - 다이아나 리그
- 하우스 오브 카드 시즌2 - 케이트 마라
- 스캔들 3 - 케이트 버튼
- 더 아메리칸즈 시즌2 - 마고 마틴데일
- 뉴스룸 시즌2 - 제인 폰다

### TV 코미디-남우조연상
- 모던 패밀리 5 - 타이 버렐 수상
- 브룩클린 나인-나인 - 안드레 브라우퍼
- 걸스 시즌3 - 아담 드라이버
- 모던 패밀리 5 - 제시 테일러 퍼거슨
- 포틀랜디아 시즌3 - 프레드 아미센
- VEEP 2 : 정치의 신 - 토니 헤일

### TV 코미디-여우조연상
- 맘 시즌2 - 앨리슨 제니 수상
- 모던 패밀리 5 - 줄리 보웬
- 오렌지 이즈 더 뉴 블랙 - 케이트 멀그루
- 새터데이 나잇 라이브 - 케이트 맥키넌
- 빅 뱅 이론 6 - 마임 비아릭
- VEEP 2 : 정치의 신 - 안나 클럼스키

### TV 코미디-게스트 남자 배우상
- 새터데이 나잇 라이브 - 지미 펄론 수상
- 모던 패밀리 5 - 네이슨 레인
- 포틀랜디아 시즌3 - 스티브 부세미
- 새터데이 나잇 라이브 - 루이스 C.K.
- 빅뱅이론 7 - 밥 뉴하트
- Veep - 게리 콜

### TV 코미디-게스트 여자 배우상
- 오렌지 이즈 더 뉴 블랙 - 우조 압두바 수상
- 오렌지 이즈 더 뉴 블랙 - 나타샤 리온
- 오렌지 이즈 더 뉴 블랙 - 레버른 콕스
- 새터데이 나잇 라이브 - 티나 페이
- 새터데이 나잇 라이브 - 멜리사 맥카시
- 쉐임리스 시즌4 - 조안 쿠삭

### TV 미니시리즈,영화-남우조연상
- 셜록 시즌3 - 마틴 프리먼 수상
- 파고 - 콜린 행크스
- 더 노멀 하트 - 짐 파슨스
- 더 노멀 하트 - 조 망텔로
- 더 노멀 하트 - 알프리드 몰리나
- 더 노멀 하트 - 맷 보머

### TV 미니시리즈,영화-여우조연상
- 아메리칸 호러 스토리 시즌3 - 케시 베이츠 수상
- 아메리칸 호러 스토리 시즌3 - 안젤라 바셋
- 아메리칸 호러 스토리 시즌3 - 프란시스 콘로이
- 파고 - Allison Tolman
- 플라워즈 인 디 애틱 - 엘렌 버스틴
- 더 노멀 하트 - 줄리아 로버츠

### TV 드라마-감독상
- 트루 디텍티브 - 캐리 후쿠나가 수상
- 보드워크 엠파이어 시즌3 - 티모시 밴 패튼
- 브레이킹 배드 시즌5 - 빈스 길리건
- 다운튼 애비 시즌4 - David Evans
- 왕좌의 게임 4 - 닐 마샬
- 하우스 오브 카드 - 칼 프랭클린

### TV 드라마-각본상
- 브레이킹 배드 시즌5 - Moira Walley-Beckett 수상
- 브레이킹 배드 시즌5 - 빈스 길리건
- 왕좌의 게임 3 - 데이비드 베니오프
- 왕좌의 게임 3 - D.B. 웨이스
- 하우스 오브 카드 시즌2 - 보 윌리몬
- 트루 디텍티브 - Nic Pizzolatto

### TV 코미디-감독상
- 모던 패밀리 5 - 게일 맨쿠소 수상
- 에피소드 시즌3 - 이언 B. 맥도널드
- 글리 5 - 파리스 바클레이
- 루이 4 - 루이스 C.K.
- 오렌지 이즈 더 뉴 블랙 - 조디 포스터
- 실리콘 밸리 - 마이크 저지

### TV 코미디-각본상
- 루이 4 - 루이스 C.K. 수상
- 에피소드 시즌3 - 데이빗 크레인 외 1명
- 오렌지 이즈 더 뉴 블랙 - 리즈 프리드먼 외 1명
- 실리콘 밸리 - 알렉 버그
- Veep - 사이먼 블랙웰 외 2명

### TV 버라이어티 시리즈-감독상
- 새터데이 나잇 라이브 - 돈 로이 킹 수상
- 포틀랜디아 시즌1 - 조나단 크리셀
- 콜버트 리포트 - 짐 호스킨슨
- 더 데일리 쇼 위드 존 스튜어트 - 척 오닐
- The Tonight Show Starring Jimmy Fallon - Dave Diomedi

### TV 버라이어티 시리즈-각본상
- 콜버트 리포트 - 오퍼스 모레쉬 외 18명 수상
- Inside Amy Schumer - 제시 클레인 외 8명
- 키 앤 필 시즌4 - 제이 마르텔 외 8명
- 포틀랜디아 시즌3 - 프레드 아미센 외 4명
- 더 데일리 쇼 위드 존 스튜어트 - 엘리어트 캐런 외 14명
- The Tonight Show Starring Jimmy Fallon - A.D. 마일즈 외 20명

### TV 버라이어티 스페셜-감독상
- 67th Annual Tony Awards - 글렌 웨이스 수상
- Six By Sondheim - 제임스 라핀
- The Beatles: The Night That Changed America - 그렉 겔펀드
- The Kennedy Center Honors - 루이스 J. 호빗츠
- The Oscars - Hamish Hamilton
- The Sound Of Music Live! - 베스 맥카시-밀러 외 1명

### TV 버라이어티 스페셜-각본상
- 사라 실버맨: 위 아 미라클즈 - 사라 실버맨 수상
- 67th Annual Tony Awards - 데이브 분 외 1명
- Billy Crystal: 700 Sundays - 빌리 크리스탈
- The 71st Annual Golden Globe Awards - 베리 애델만 외 9명
- The Beatles: The Night That Changed America - Ken Ehrlich 외 1명

### TV 미니시리즈,영화-감독상
- 파고 - 콜린 벅시 수상
- 아메리칸 호러 스토리 시즌3 - 알폰소 고메즈-레존
- 파고 - 아담 번스타인
- 무하마드 알리스 그레이티스트 파이트 - 스티븐 프리어스
- Sherlock: His Last Vow (Masterpiece) - 닉 허랜
- 더 노멀 하트 - 라이언 머피

### TV 미니시리즈,영화-각본상
- 셜록 시즌3 - 스티븐 모팻 수상
- 아메리칸 호러 스토리 시즌3 - 라이언 머피 외 1명
- 파고 - 노아 홀리
- 루터 3 - 닐 크로스
- 더 노멀 하트 - 래리 크라머
- 트레메 4 - 데이빗 사이먼 외 1명

### TV 드라마-최우수작품상
- 브레이킹 배드 시즌5 - AMC 수상
- 다운튼 애비 시즌5 - PBS
- 왕좌의 게임 4 - HBO
- 하우스 오브 카드 시즌2 - Netflix
- 트루 디텍티브 - HBO

### TV 코미디-최우수작품상
- 모던 패밀리 5 - ABC 수상
- 루이 4 - FX Networks
- 오렌지 이즈 더 뉴 블랙 - Netflix
- 실리콘 밸리 - HBO
- 빅뱅이론 7 - CBS
- Veep - HBO

### TV Outstanding Host for a Reality or Reality-Competition Program
- 헐리우드 게임 나잇 - 제인 린치 수상
- 베티 화이츠 오프 데어 로커스 - 베티 화이트
- 스타와 춤을 - 톰 버거론
- 프로젝트 런웨이 - 하이디 클룸 외 1명
- 유캔댄스 - 캣 딜리
- 더 테이스트 - 안소니 부르뎅

### TV 만화영화-최우수작품상
- 밥스 버거스 - FOX 수상
- Archer - FX Networks
- 퓨쳐라마 - Comedy Central
- 사우스 파크 - TV 시리즈 - Comedy Central
- Teenage Mutant Ninja Turtles: The Manhattan Project - Nickelodeon

### TV 버라이어티 스페셜-최우수작품상
- AFI Life Achievement Award: A Tribute To Mel Brooks - TNT 수상
- Best Of Late Night With Jimmy Fallon Primetime Special - NBC
- Billy Crystal: 700 Sundays - HBO
- 사라 실버맨: 위 아 미라클즈 - HBO
- The Beatles: The Night That Changed America - CBS
- The Kennedy Center Honors - CBS

### TV 버라이어티 시리즈-최우수작품상
- 콜버트 리포트 - Comedy Central 수상
- 지미 키멜 라이브! - ABC
- 리얼 타임 위드 빌 마허 - HBO
- 새터데이 나잇 라이브 - NBC
- 더 데일리 쇼 위드 존 스튜어트 - Comedy Central
- The Tonight Show Starring Jimmy Fallon - NBC

### TV 우수 다큐멘터리 필름메이킹
- 라이프 어코딩 투 샘 - 숀 파인 수상
- 브레이브 미스 월드 - 세실리아 펙
- Hillsborough (30 For 30 Soccer Stories) - 코너 쉘 외 3명
- 디 아메리칸 익스피어리언스 - 마크 세이멜스 외 2명

### TV 최우수 안무상
- 유캔댄스 - Tabitha Dumo 외 1명 수상
- 스타와 춤을 - 데릭 허프
- 유캔댄스 - 맨디 무어
- 유캔댄스 - Travis Wall
- 유캔댄스 - 크리스토퍼 스콧